# (500328) 2012 SY14
(500328) 2012 SY14 es un asteroide que forma parte del cinturón interior de asteroides, descubierto el 10 de octubre de 2007 por el equipo del Spacewatch desde el Observatorio Nacional de Kitt Peak, Arizona, Estados Unidos.

## Designación y nombre
Fue designado provisionalmente como 2012 SY14.

## Características orbitales
2012 SY14 está situado a una distancia media del Sol de 1,855 ua, pudiendo alejarse hasta 1,941 ua y acercarse hasta 1,769 ua. Su excentricidad es 0,046 y la inclinación orbital 22,40 grados. Emplea 923,257 días en completar una órbita alrededor del Sol.

## Características físicas
La magnitud absoluta de 2012 SY14 es 18,2.